# Leionema ceratogynum
Leionema ceratogynum är en vinruteväxtart som beskrevs av Neville Grant Walsh. Leionema ceratogynum ingår i släktet Leionema och familjen vinruteväxter. Inga underarter finns listade i Catalogue of Life.